# トム・ブロコウ

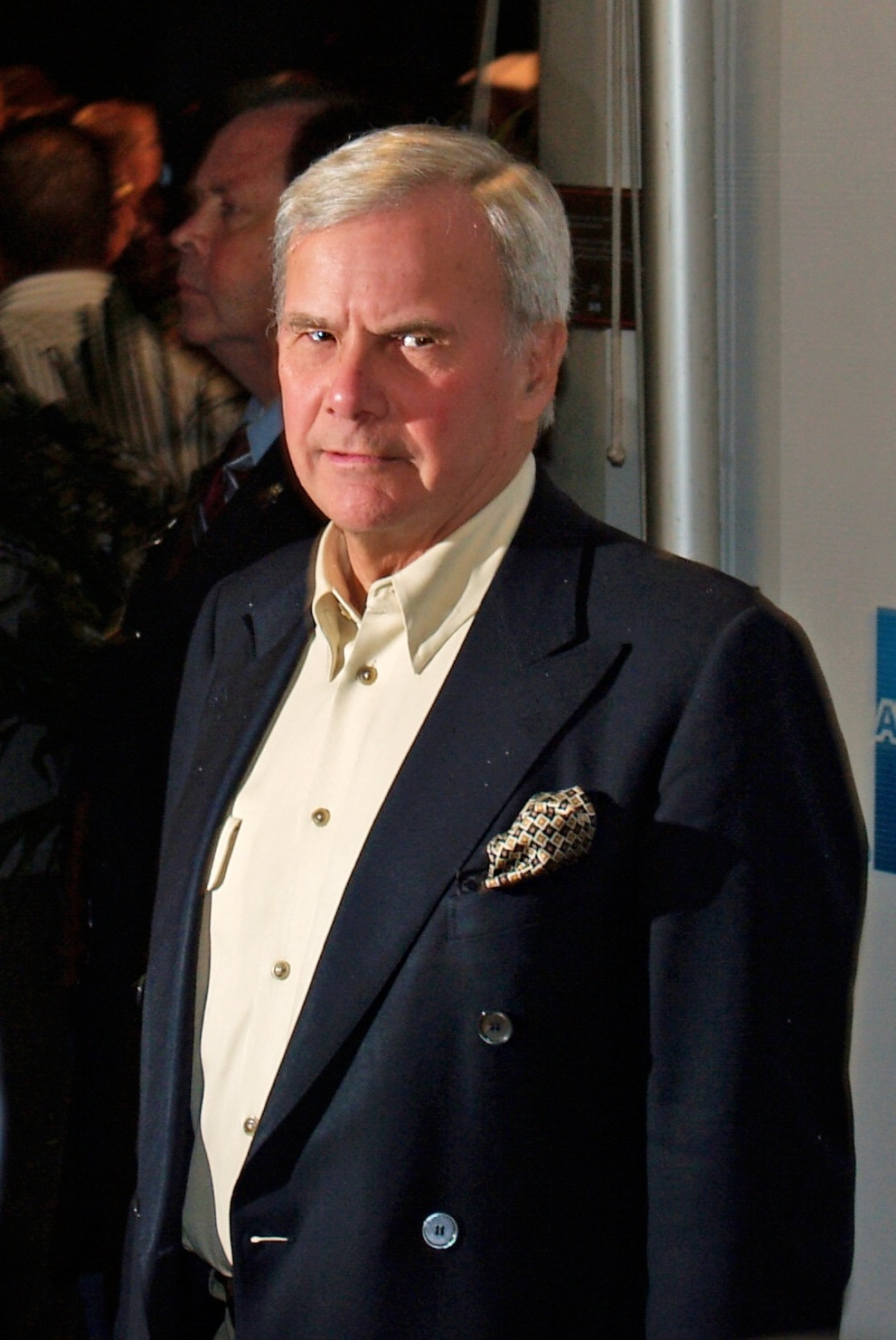
トム・ブロコウ

トーマス・ジョン・トム・ブロコウ（Thomas John "Tom" Brokaw、1940年2月6日 - ）はアメリカのジャーナリスト・ニュースキャスター。元NBCナイトリーニュースのキャスターである。

## 略歴
アメリカ合衆国サウスダコタ州出身。1965年にジョージア州アトランタにあるWSB-TVのアンカーとして報道界にデビューした。
1976年から1981年までNBC・トゥデイのキャスターを、1982年から2004年までNBCナイトリーニュースのメインキャスターを務め、CBSイブニングニュースのダン・ラザー、ABCワールドニュースのピーター・ジェニングスと並んで三大看板キャスターの一人となった。
NBCナイトリーニュースのキャスター時代はミハイル・ゴルバチョフ、ダライ・ラマ14世のインタビュー取材、1989年には崩壊したベルリンの壁での最速での現地リポートに成功した。1998年には「The Greatest Generation」で大ベストセラーとなった。
NBCナイトリーニュースの降板後も、不定期でNBCの番組に出演している。2008年には急死したティム・ラッサートの代役としてミート・ザ・プレスの司会を務めた。

## 発言
第二次世界大戦世代のアメリカ人について、「社会が生んだ最高の世代」と呼んでいる。